# Lorenz Schöttler
Lorenz Schöttler (vollständiger Name: Friedrich Lorenz Schöttler; * 18. Januar 1801 in Göttingen; † 23. März 1864 in Braunschweig) war ein deutscher Bäcker, Gastwirt, Ingenieur und Gräflich-Stolbergischer Maschinen-Inspektor sowie Fabrikbesitzer, Maschinenbauer und Unternehmer. Unter anderem konstruierte er eine der ersten Dampfmaschinen im Königreich Hannover und zählt zu den Pionieren der Industrialisierung des heutigen Landes Niedersachsen.

## Leben
Friedrich Lorenz Schöttler wurde zur Zeit der Personalunion zwischen Großbritannien und Hannover und noch im  Kurfürstentum Hannover im Jahr 1801 in Göttingen geboren. Er wuchs in der sogenannten Franzosenzeit auf und erlernte das Bäckerhandwerk. In den 1820er Jahren heiratete er in Osterode am Harz in eine Gastwirtschaft und eine Tuchmacherei ein. In der nunmehr im Königreich Hannover gelegenen Stadt war er zunächst vor allem als Gastwirt tätig, reparierte nebenbei aber auch die Textilmaschinen seines Schwiegervaters. Bald wurden auch andere auf Lorenz technisches Geschick aufmerksam, wodurch er weitere Aufträge erhielt.
Schließlich durchlief Friedrich Lorenz Schöttler eine weitere Ausbildung, absolvierte in den Niederlanden eine Lehre zum Mühlenbauer.
Nach dem Ende seiner Wanderschaft übernahm Schöttler in Oderfeld bei der Oberharzer Bergbaustadt Bad Lauterberg eine mechanische Werkstatt, die Nägel, Schrauben und Federn herstellte. Den Ort Oderfeld machte Schöttler jedoch auch zu einem der Ausgangspunkte der Industrialisierung im hannoverschen Königreich: Nachdem der Mechaniker Carl August Klindworth in Hannover im Jahr 1831 bereits eine 1 PS starke Dampfmaschine für das Städtische Krankenhaus Linden erbaut hatte, konstruierte Lorenz Schöttler im Harz für die Lederfabrik August Söhlmann die erste Dampfmaschine im späteren Niedersachsen, die in einem gewerblichen Unternehmen eingesetzt wurde. Schöttlers 5 PS starker Eigenbau war 1835 auf der ersten vom Gewerbeverein für das Königreich Hannover veranstalteten hannoverschen Gewerbe-Ausstellung als Exponat zu sehen – und in der Söhlmannschen Lederfabrik dann mutmaßlich bis 1860 in Betrieb.
Um das Jahr 1840 übersiedelte Lorenz Schöttler in die Stadt Magdeburg. Als der dortige Unternehmer Samuel Aston seine Magdeburger Maschinenfabrik und Eisengießerei Gebrüder Aston & Co. zum Verkauf anbot, schlug Lorenz Schöttler dem Grafen Henrich zu Stolberg-Wernigerode deren Übernahme vor und erhielt nach dem Erwerb durch den Grafen den Auftrag zur technischen Leitung der Fabrik.
In seiner Magdeburger Zeit beschäftigte sich Schöttler zudem insbesondere mit Innovationen technischer Anlagen zur Gewinnung von Zucker. 1844 unternahm er in der Zuckerfabrik von Carl Helle in Sudenburg vor Magdeburg erstmals Versuche, die Füllmasse zur Zuckergewinnung in einer Zentrifuge zu schleudern.
Schließlich kaufte Lorenz Schöttler im Jahr 1845 ein eigenes Grundstück in Sudenburg an der Halberstädter Chaussee, um dort im Folgejahr 1846 mit seinem Sohn Wilhelm Schöttler die Eisengießerei und Maschinenbauanstalt Schöttler & Co. zu gründen.
1850 war Lorenz Schöttler Mitglied des Komitees der Provinzial-Gewerbeausstellung Magdeburg. 1852 trat er aus der Teilhaberschaft seiner Firma Schöttler & Co. aus, begab sich auf Reise durch Braunschweig und beschloss, sich dort zur Ruhe zu setzen. Doch zunächst erwarb er ein Grundstück in der Stadt und wurde 1853 durch den Erwerb des Bürgerrechts Bürger von Braunschweig. Parallel dazu hatte er bereits ab 1852 und bis 1853 – gemeinsam mit dem in Braunschweig tätigen Kaufmann und Stadtrat Friedrich Seele und anderen – die Maschinen- und Wagenbauanstalt, Gießerei und Schneidemühle Friedrich Seele & Co. gegründet. Nur wenige Jahre später schied er 1856, in seiner Gesundheit bereits eingeschränkt, aus der neu gegründeten Firma aus. Vermutlich zog er sich zeitweilig auf des Gut seines Sohnes in Marzhausen nahe Göttingen zurück. Kurz vor seinem Tode kehrte Lorenz Schöttler mit seinem Sohn nach Braunschweig zurück, wo er am 23. März 1864 starb.
Friedrich Lorenz Schöttler wurde auf dem Magnifriedhof in Braunschweig bestattet, wo sich sein für die damalige Zeit ungewöhnliches Grabmal erhalten hat; ein Monolith als aufrechter Haustein-Fels mit einem oben auf der Spitze stehenden Würfel mit Inschrift.

## Archivalien
Archivalien von und über Lorenz Schöttler finden sich beispielsweise
- im Stadtarchiv Magdeburg, Signatur Rep. 35 S 20[1]
- im Stadtarchiv Braunschweig, Archivsignatur H VIII A Nr. 4516, D II 4 Nr. 281[1]